# 広瀬康夫
広瀬 康夫（ひろせ やすお、1957年（昭和32年）9月19日 - ）は、日本の合唱指揮者。関西学院グリークラブ技術顧問。新月会、コール・セコインデほか多くの合唱団の指揮・指導に携わるほか、ソリスト、カルテットとしても活動する。

## 経歴
兵庫県神戸市出身。関西学院高等部を経て関西学院大学経済学部卒業。在学中は関西学院グリークラブに在団して学生指揮者を務める。指揮法を北村協一に、声楽を大久保昭男、井上和世、畑中良輔に師事。
卒業後、白鶴酒造にて勤務する傍、コール・セコインデを結成し、同団を指揮して1999年（平成11年）の第52回全日本合唱コンクール全国大会一般部門、2001年（平成13年）の第54回と2度、金賞に導く。1987年（昭和62年）より関西学院大学職員として勤務、関西学院グリークラブ指揮者に就任する。同団を指揮・指導し、2006年および2010年から2018年までの9年連続で全日本合唱コンクール全国大会大学・ユース部門金賞、うち4回（2010年、2012年、2016年、2018年）の部門最高賞受賞に導く。

## 音楽
日本におけるバーバーショップハーモニー普及の第一人者である。
広瀬は1999年にアメリカのBarbershop Harmony Society（バーバーショップ・ハーモニー協会、略称BHS）に会員登録、同年に自らバーバーショップカルテットを結成し、翌年にはバーバーショップ世界チャンピオンと共演する等、日本でのバーバーショップハーモニーの普及に努め始める。2003年（平成15年）には日本バーバーショップ･カルテット協会を結成し代表に就任、翌年には東京で第1回バーバーショップ・カルテット・フェスティバルを開催し「立ち見が出るほどの大盛況」と成功させた。バーバーショップカルテットを現在でも複数主宰するほか、関西学院グリークラブをはじめとする傘下の合唱団においてもバーバーショップを積極的に取り入れている。

## 著書
- 「グリークラブアルバム CLASSIC」（伊東恵司・山脇卓也共著、2016年、カワイ出版）
- 「グリークラブアルバム NEXT」（伊東恵司・山脇卓也共著、2017年、カワイ出版）